# Antonia von Württemberg

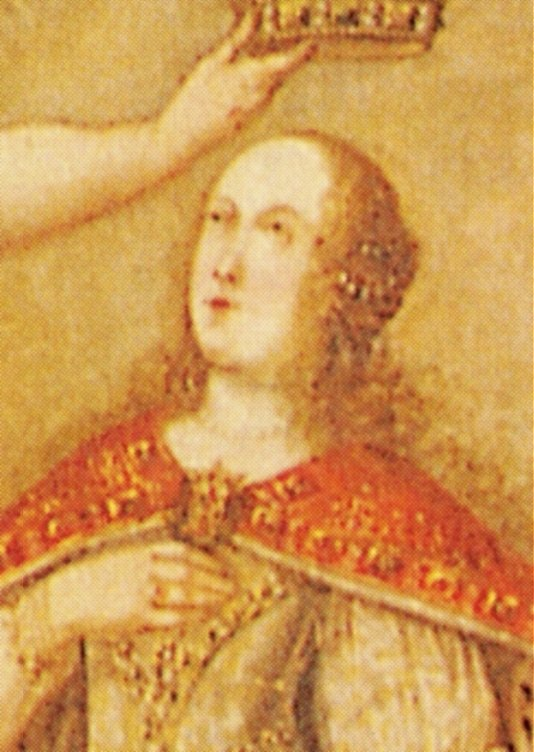
Antonia von Württemberg

Antonia von Württemberg (* 24. März 1613 in Stuttgart; † 1. Oktober 1679 in Liebenzell) war Prinzessin von Württemberg sowie eine Literatin, Mäzenatin, christliche Kabbalistin und Stifterin der Kabbalistischen Lehrtafel in Bad Teinach-Zavelstein.

## Leben
Prinzessin Antonia von Württemberg wurde 1613 als drittes von neun Kindern aus der Ehe von Herzog Johann Friedrich von Württemberg und der Barbara Sophia von Brandenburg, Tochter des Kurfürsten Joachim Friedrich von Brandenburg, geboren. Sie war die vielseitig gebildete Schwester von Herzog Eberhard III. von Württemberg, der im Dreißigjährigen Krieg eine wichtige Rolle spielte.
Durch den Dreißigjährigen Krieg wurden viele Kirchen in Württemberg geplündert und ihres Schmuckes beraubt. Antonia von Württemberg machte es sich zur Aufgabe, durch Stiftungen verschiedene Kirchen wieder mit Schmuck zu versehen. Sie wurde für ihre Mildtätigkeit, ihre Frömmigkeit, ihre sprachliche und universelle Gelehrsamkeit gerühmt und erhielt den Beinamen „gelehrte Prinzessin Antonia“. Wegen ihrer Geisteshaltung wurde sie auch von Zeitgenossen „Württemberger Minerva“ genannt. Soweit möglich, widmete sich Antonia gemeinsam mit ihren beiden Schwestern Anna Johanna und Sibylla den Künsten und Wissenschaften.
Sie war mit dem vorpietistischen evangelischen Theologen Johann Valentin Andreae und später auch mit dem Begründer des Pietismus als Bewegung, Philipp Jacob Spener, befreundet. Zu Antonias Umfeld gehörten neben Johann Valentin Andreae die Pfarrer Johann Jacob Heinlin (Mathematiker), Johann Jacob Strölin (Hebraist), Johann Lorenz Schmidlin I. (Stiefschwiegersohn Heinlins) und Johann Ebermeier (auch: Ebermaier), Stadtpfarrer in Zavelstein mit dem Filialort Teinach.
Letzterer war der Verfasser des Emblembuchs New Poetisch Hoffnungs-Gärtlein/ Das ist: CCC. [300] und XXX. [30] Sinnbilder von der Hoffnung […]. Tübingen 1653, das, wie erst 1974 gezeigt wurde, für den emblematischen Hintergrund der Lehrtafel wichtig geworden ist. 
Zum Beispiel trägt das 270. Emblem in Ebermeiers Buch die Überschrift „Emblema Illustriß[imae]. & [et] Celssissimae Dominae, D[ominae]. Antoniae, Ducissae VVürttemb[ergiae]. Praemium spei, corona“. Das bekrönte und von einem Anker als Hoffnungssymbol überdeckte Monogramm „A V“ der Prinzessin findet sich zuoberst auf dem Innenbild der Lehrtafel mit der Darstellung der zehn Abglänze (Sephiroth) Gottes.
Antonias Interesse galt neben der Malerei vor allem dem Bereich der Philosophie und der Sprachen und ihre besondere Vorliebe dem Hebräischen und der jüdischen Kabbala. Die christianisierte Ausprägung eines besonderen Traditionszweigs der Kabbala fand schließlich Eingang in die von ihr gestiftete kabbalistische Lehrtafel in der Dreifaltigkeitskirche zu Bad Teinach. Dies war eine Stiftung besonderer Art, da ihre Entstehung von der Stifterin in großer Anteilnahme verfolgt wurde. Sie wurde zum persönlichen Glaubenszeugnis von Antonia von Württemberg.
Sie blieb unverheiratet. Bestattet wurde sie in der Stuttgarter Stiftskirche. Ihr Herz wurde auf ihre Verfügung hin in der Wand der Trinitatiskirche in Bad Teinach hinter der Lehrtafel beigesetzt (Herzbestattung).